# Prophecy: Live in Europe
Prophecy: Live In Europe est un album de Painkiller (John Zorn, Bill Laswell, Yoshida Tatsuya) enregistré à l'occasion de plusieurs concerts à Varsovie et à Berlin en 2004 et 2005. Il est constitué d'une suite qui dure plus d'une heure, précédée et suivie de 2 pièces courtes.

## Titres
| No | Titre        | Durée   |
| -- | ------------ | ------- |
| 1. | Prelude      | 2:12    |
| 2. | The Prophecy | 1:04:53 |
| 3. | Postlude     | 2:50    |

## Personnel
- Bill Laswell - basse
- Yoshida Tatsuya - batterie
- John Zorn - saxophone alto